# Pseudopanurgus rufosignatus
Pseudopanurgus rufosignatus is een vliesvleugelig insect uit de familie Andrenidae. De wetenschappelijke naam van de soort is voor het eerst geldig gepubliceerd in 1949 door Cockerell.